# N947 (België)
De N947 is een gewestweg in de Belgische provincie Namen. Deze weg vormt de verbinding tussen Jambes en Yvoir.
De totale lengte van de N947 bedraagt ongeveer 19 kilometer.

## Plaatsen langs de N947
- Jambes
- Dave
- Lustin
- Godinne
- Yvoir

## N947a
De N947a verbindt de N947 ter hoogte van Jambes via een brug over de Maas met de N92 ter hoogte van de Citadel van Namen. De totale lengte van de N947a bedraagt ongeveer 600 meter. De route had oorspronkelijk het wegnummer N917.

## N947b
De N947b verbindt de N947 ter hoogte van Dave via een brug over de Maas met de N92 ter hoogte van Wépion. De totale lengte van de N947b bedraagt ongeveer 1 kilometer.
De route had oorspronkelijk het wegnummer N950.

## N947c
De N947c verbindt de N947 ter hoogte van Godinne via een brug over de Maas met de N92 ter hoogte van Annevoie-Rouillon. De totale lengte van de N947c bedraagt ongeveer 900 meter.